# リズ・キャロル
リズ・キャロル（Liz Carroll、1956年 - ）はアイルランド系アメリカ人のミュージシャン。 彼女は全米芸術基金(NEA：National Endowment for the Arts)から、アメリカのフォーク・伝統芸術における最高の名誉であるナショナル・ヘリテージ・フェローシップを受賞している。

## 生い立ちと教育
キャロルの両親はアイルランドで生まれた。キャロルはシカゴの南側で育てられた。キャロルの父はアコーディオンを弾いた。毎週日曜の夜にキャロルと家族は、アイルランド伝統音楽のラジオ生放送を主催している南側にあるアイリッシュパブを訪れた。キャロルはデポール大学(en:DePaul University)で社会心理学の学位を得た。

## コンクール出場歴
キャロルは1973年にフラー・キョール(CCÉの運営するアイルランド音楽のコンクール)で、18歳以下のフィドルでフランキー・ギャヴィンに次ぐ2位を受賞した。
キャロルは翌年戻ってきて同部門で一位となった。翌1975年の18歳の時、彼女はシニア部門のフィドルで一位となり、当時アメリカ人として二人目のAll-Ireland Senior Fiddle Championshipとなった。同年、キャロルはシカゴのピアノアコーディオン(en:piano accordion)奏者ジミー・キーン(Jimmy Keane)と共にシニア部門の二重奏で優勝しsenior duet championshipを獲得した。

## 録音、演奏、著作の来歴
1978年、キャロルはアコーディオン奏者トミー・マグワイア(Tommy Maguire)との共演で最初の録音をKiss Me Kateのタイトルでリリースした。
次の年に彼女は、マーティン・ファーヒー(Marty Fahey)のピアノ伴奏で最初のソロ・アルバムA Friend Indeedを録音した。
彼女自身の名前を冠した2枚目のソロ・アルバムは、アイリシュ・ギター奏者ダヒー・スプロール(en:Dáithí Sproule)の伴奏を得て1988年にリリースされた。
1992年にキャロルはスプロール、アコーディオン奏者ビリー・マコミスキー(Billy McComiskey)と3人でトライアン(Trian)を結成し、すぐに2つのアルバムをレコーディングした。
2001年にキャロルはアイルランド系アメリカ人の作家フランク・マコートと、シカゴにあるステッペンウルフ・シアター・カンパニーでの朗読会で共演した。

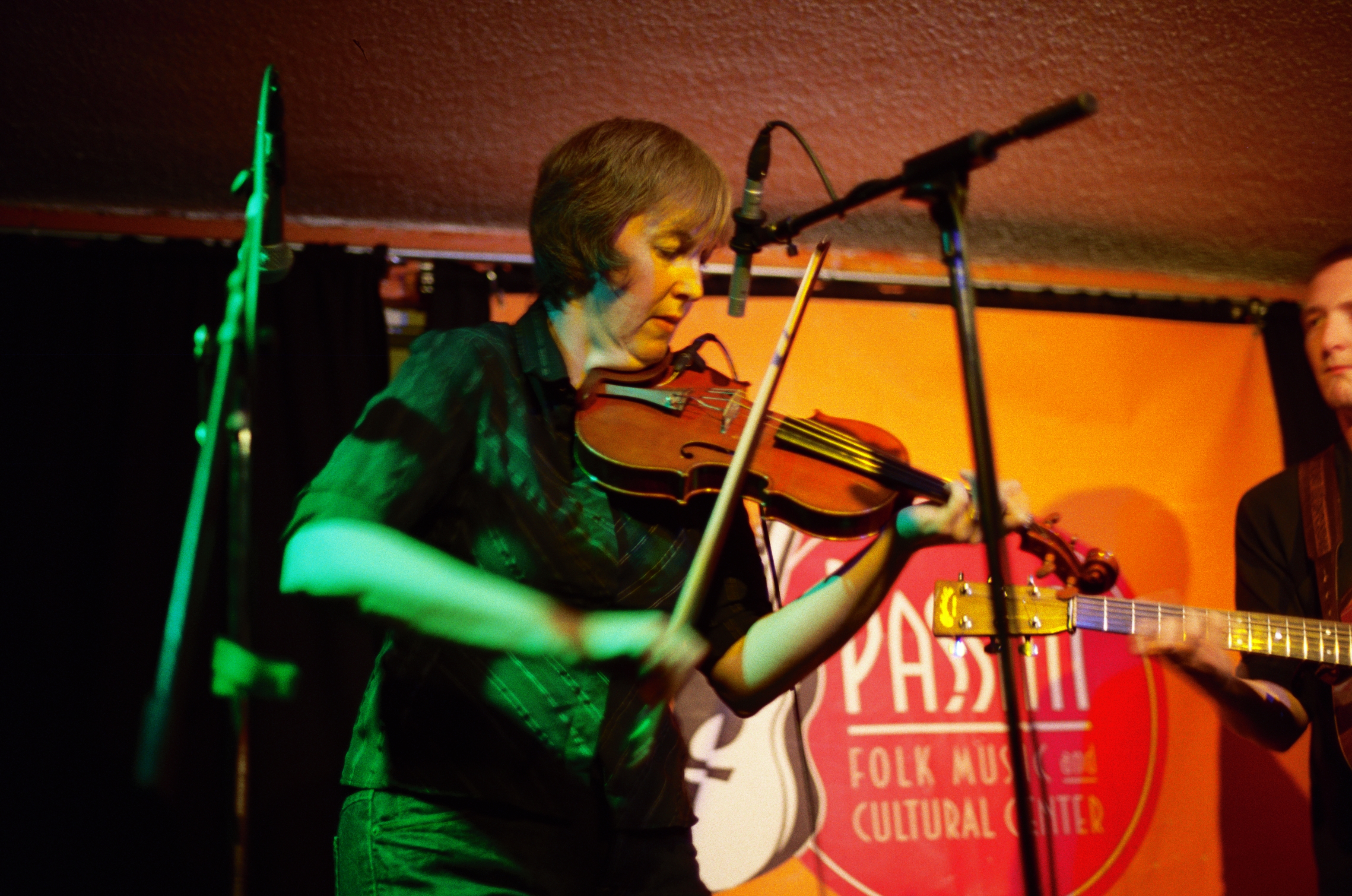
リズ・キャロルとジョン・ドイル、2007年6月21日マサチューセッツ州ケンブリッジのクラブ・パッシム(:en:Club Passim)にて。

2002年以降、キャロルはアイリッシュギター奏者ジョン・ドイル(en:John Doyle (musician))の伴奏で、それぞれレイク・エフェクト(Lake Effect)、イン・プレイ(In Play)、ダブル・プレイ(Double Play)と題した3枚のアルバムをレコーディングした。
キャロルはストリング・シスターズ(en:String Sisters)のメンバーの一人であり、2005年に録音し2007年にリリースしたLiveと題した彼らのライヴ・アルバムおよびDVDで演奏している。
2010年8月、録音されたもの録音されていないもの含めて200のキャロルの作品が Collected: Original Irish Tunesとして出版された。 アイリッシュ・エコー は、Collectedを2010年の最高のチューン集に挙げた。
エディンバラ のコンパクト判新聞スコッツマンは、"彼女の作ったチューンの多くが現代のスタンダードになっている"と書いている。

## 受賞歴
1994年、キャロルは全米芸術基金(NEA：en:National Endowment for the Arts)から、優れた民俗芸術・伝統芸術のアーティストに終身名誉として贈られるナショナル・ヘリテージ・フェローシップを受賞した。
ケルティック・フェスト・シカゴ(en:Celtic Fest Chicago)にて、シカゴ市長 リチャード・M・デイリー(en:Richard M. Daley)はシカゴで1999年9月18日を"リズ・キャロルの日"(Liz Carroll Day)と宣言した。
ニューヨークの週刊新聞アイリッシュ・エコー’(en:Irish Echo)は、キャロルを2000年のtraditional musician of the yearに挙げた。
2010年、キャロルとジョン・ドイルのコンパス・レコード(en:Compass Records)でのレコーディングダブル・プレイはグラミー賞の"Best Traditional World Music Album"部門にノミネートされ、キャロルは最初にグラミー賞にノミネートされたアメリカ生まれのアイリッシュミュージシャンとなった。
2011年、キャロルはその作曲で、アイルランドで最も重要な伝統音楽の賞であるCumadóir TG4 awardを受賞した。 彼女はこの賞を受賞した 初めてのアメリカ生まれの作曲家である。

## ディスコグラフィー
- 1978年 – Kiss Me Kate (トミー・マグワイアとの共演) (en:Shanachie Records)
- 1979年– A Friend Indeed (マーティン・ファーヒー(Marty Fahey)との共演) (1枚目のソロ・アルバム、1995年に再リリース) (Shanachie Records)
- 1988年– Liz Carroll (2枚目のソロ・アルバム、1993年に再リリース) (グリーン・リネット)
- 1992年– Trian (トライアンとして) (en:Flying Fish Records)
- 1995年– Trian II (トライアンとして) (グリーン・リネット)
- 2000年– Lost in The Loop (3枚目のソロ・アルバム) (グリーン・リネット)
- 2002年– Lake Effect (4枚目のソロ・アルバム) (グリーン・リネット)
- 2005年– In Play (ジョン・ドイルとの共演) (コンパス・レコード(en:Compass Records))
- 2007年– Live (ストリング・シスターズとして) (コンパス・レコード)
- 2009年– Double Play (ジョン・ドイルとの共演) (コンパス・レコード) (グラミー賞ノミネート)
- 2013年– On the Offbeat (5枚目のソロ・アルバム) (自主製作盤)
- 2015年– Ireland, Crossroads of Art and Design, 1690-1840: The Music (Liz Knowlesとの共同制作) (The Art Institute of Chicago)
- 2018年– Between Wind and Water (ストリング・シスターズとして) (自主製作盤)

## 著書
- Carroll, Liz (2010). Collected: Original Irish Tunes. ISBN 978-0-615-37814-5